# Chronogram

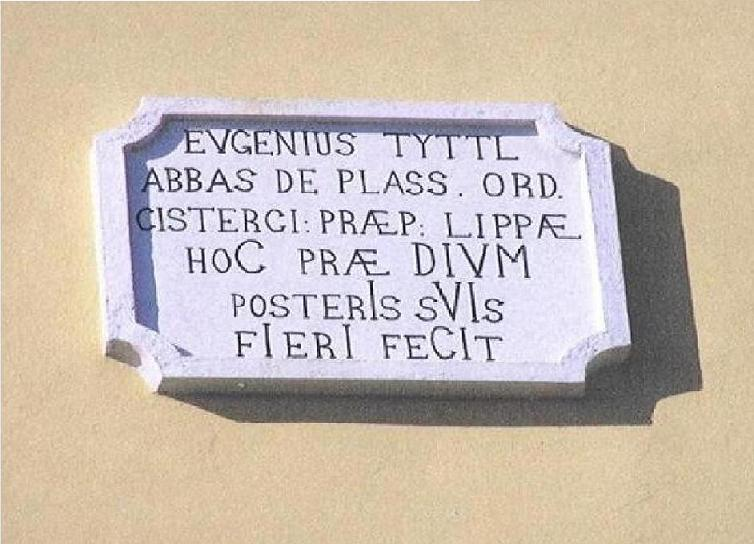
Latinský nápis s chronogramem CDIVMIVIIICI = MDCCVVIIIIII (1716), zámek Kalec

Chronogram (zápis času, z řeckého χρόνος chronos (čas), γράμμα gramma (písmeno)) je obvykle latinský nápis, v němž číselný součet všech zvýrazněných písmen, která jsou také symbolem římských číslic, dává letopočet vročení, které se vztahuje k osobě, věci nebo události, o níž se nápis zmiňuje.

## Popis
Chronogram je text s některými písmeny, odpovídajícími římským číslicím, graficky zvýrazněnými – větším typem, zlatou barvou apod. – takže i na pohled se chronogram hned pozná. Na jejich pořadí ale nezáleží. Pokud by se tedy vyskytla například kombinace IV, nepočítá se jako 4, nýbrž jako 1 + 5 = 6. Případně písmena lze jednoznačně převést na kýžené římské číslo seřazením v pořadí M, D, C, L, X, V, I.
Číslici V (pět) zastupuje jak souhláska v, tak samohláska u (které nerozlišoval ani starověký pravopis).
Čím je chronogram kratší, tím je cennější. Často mívá i podobu verše, nejčastěji hexametru nebo elegického disticha (takový chronogram se pak označuje jako chronostichon, resp. chronodistichon). Někdy byl autor přinucen použít tvaru odchylného od mluvnické normy nebo uměle utvořeného; musel však být srozumitelný.

## Příklady
V Praze na Karlově mostě je na soše sv. Judy Tadeáše chronogram s datem 1708:
```
D
e
V
oto 
C
hr
I
st
I
 a
MIC
o

Oddanému Kristovu příteli

 

M..........1000
D...........500
CC..........200
V.............5
III...........3
———————————————
MDCCVIII = 
1708
```

Kartuš nad vchodem do Lužického semináře s datem 1726:
```
D
eo et aposto
L
or
VM
 pr
I
n
CI
p
I
 
LV
sat
I
ae p
I
etas ere
XI
t

Bohu a knížeti apoštolů postavila zbožnost Lužice
```

Nápis na kamenném kříži v Bílanech u Kroměříže s datem 1831:
```
C
r
VX 
hae
C I
es
V C
hr
I
st
I CIVI
tat
I
s a
CC
o
L
as 
C
ho
L
erae 
M
onet.

Kříž tento Ježíše Krista občanům města připomíná choleru.
```

Český nápis s chronostichem na kamenném kříži v Kroměříži na ulici Skopalíkova s datem 1892:
```
Poz
D
ra
V
en b
VD
 s
V
atý kř
I
ž
I
 Na tobě pně
L
 Kr
I
st
V
s Pán Po
L
eh
C
 z
D
e ž
IV
ota t
I
ž
I C
esto
V
 k neb
I V 
stá
L
ý stan.

V českém textu autor nahradil „U“ za „V“ a za slovo „Podlehl“ použil slovo „PoLehC“
```

Na domě „U Kamenného sloupu“ v Praze 1, Úvoz 24 je velmi úsporný chronogram s datem 1706:
```
L
ap
ID
ea 
C
o
LVM
na

Kamenný sloup
```

Chronogramy na slunečních hodinách v klášteře v Milevsku:

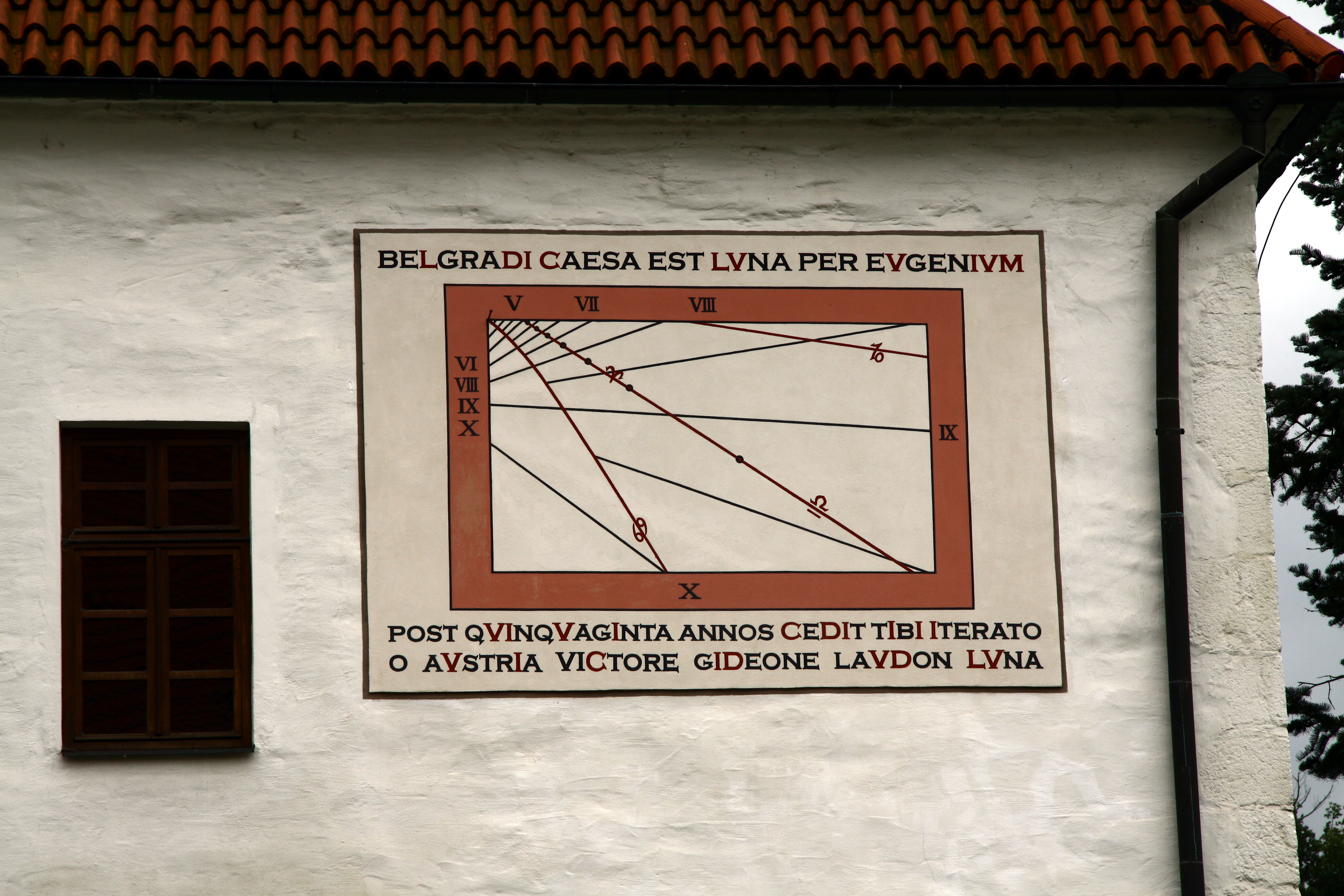
Chronogramy v klášteře v Milevsku

```
BE
L
GRA
DI
 
C
AESA EST 
LV
NA PER E
V
GEN
IVM

U Bělehradu byl poražen půlměsíc od Evžena
```

Připomínka vítězství Evžena Savojského v bitvě u Bělehradu roku 1717.
```
POST Q
VI
NQ
V
AG
I
NTA ANNOS 
C
E
DI
T T
I
B
I I
TERATO O A
V
STR
I
A 
VI
C
TORE G
ID
EONE LA
VD
ON 
LV
NA

Před padesáti lety opustil půlměsíc Rakousko po vítězství Gideona Laudona.
```

Text chronogramu z roku 1839, roku padesátého výročí dobytí Bělehradu v roce 1789 Laudonem.

## Galerie

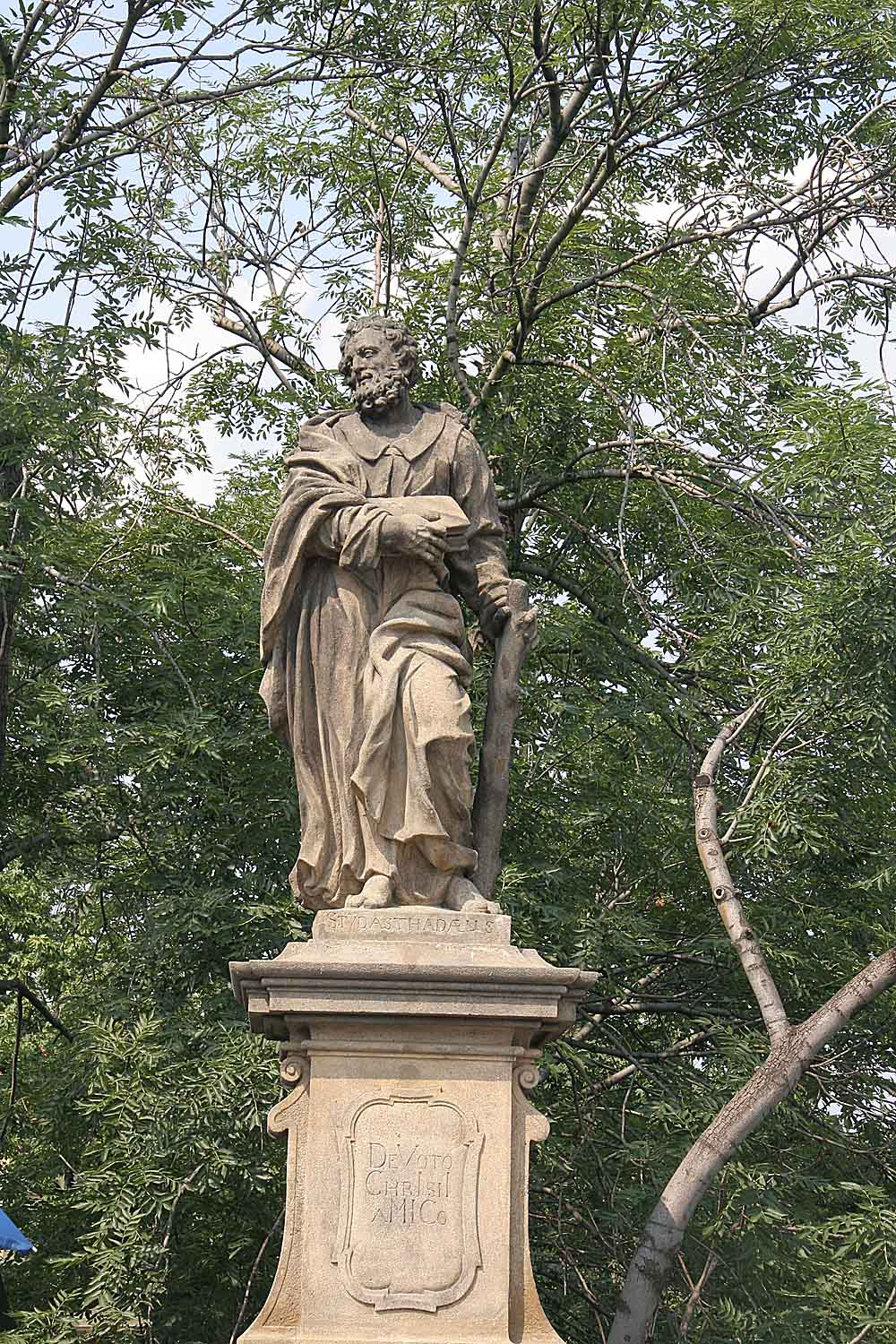
Socha sv. Judy Tadeáše s chronogramem na Karlově mostě
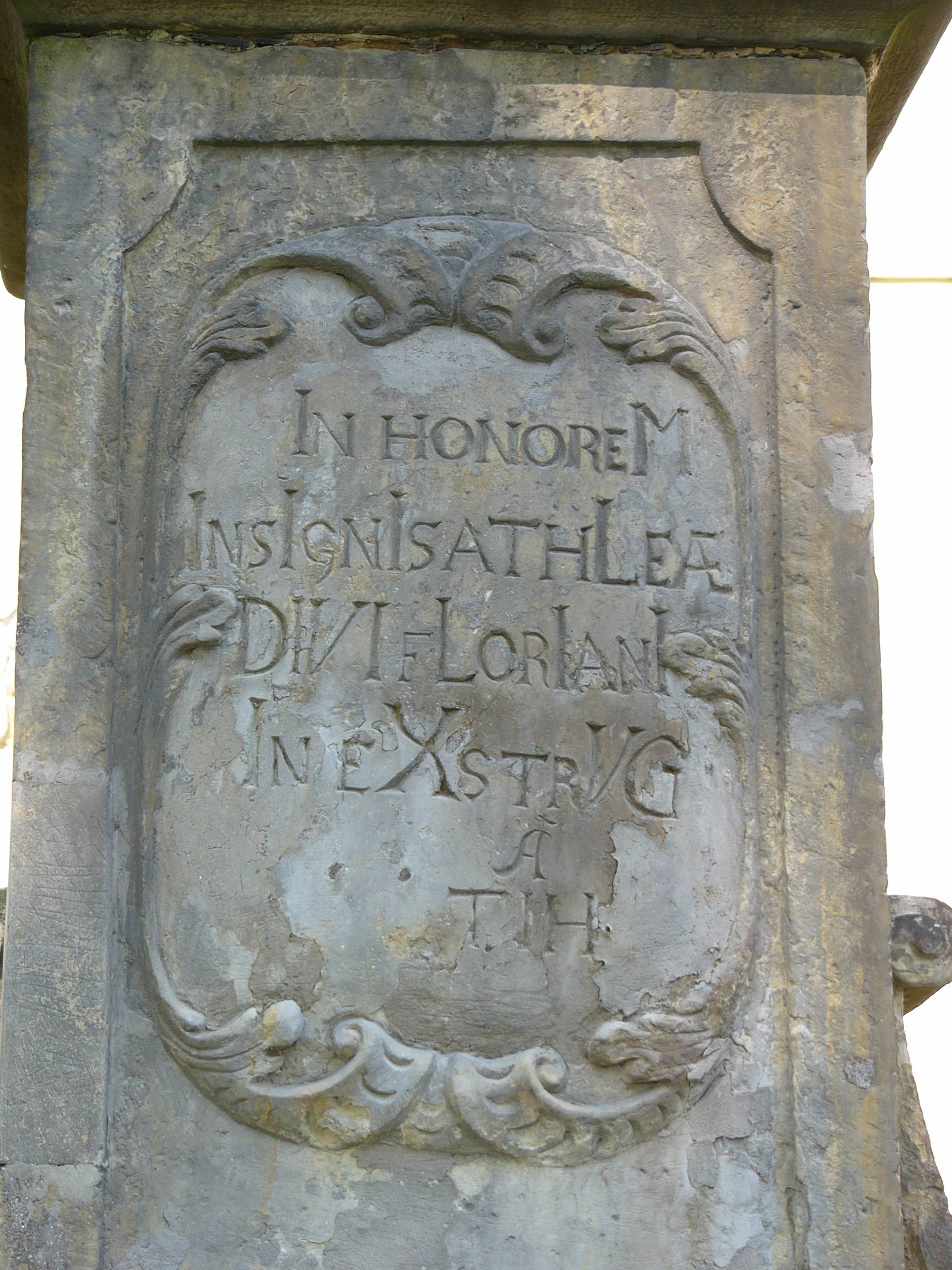
Chronogram na soše u kostela v obci Dolany
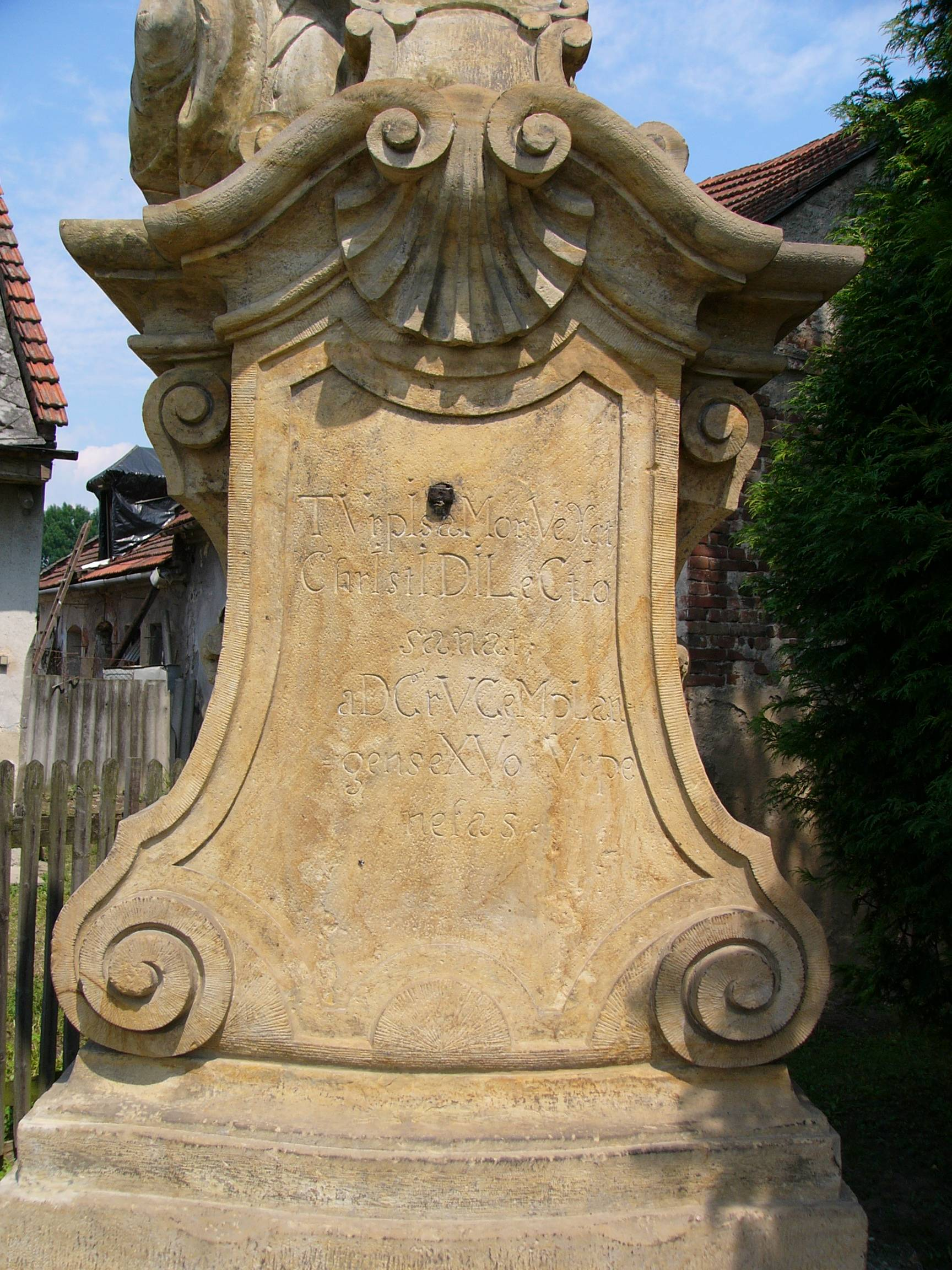
Chronogram na kříži v Uničově
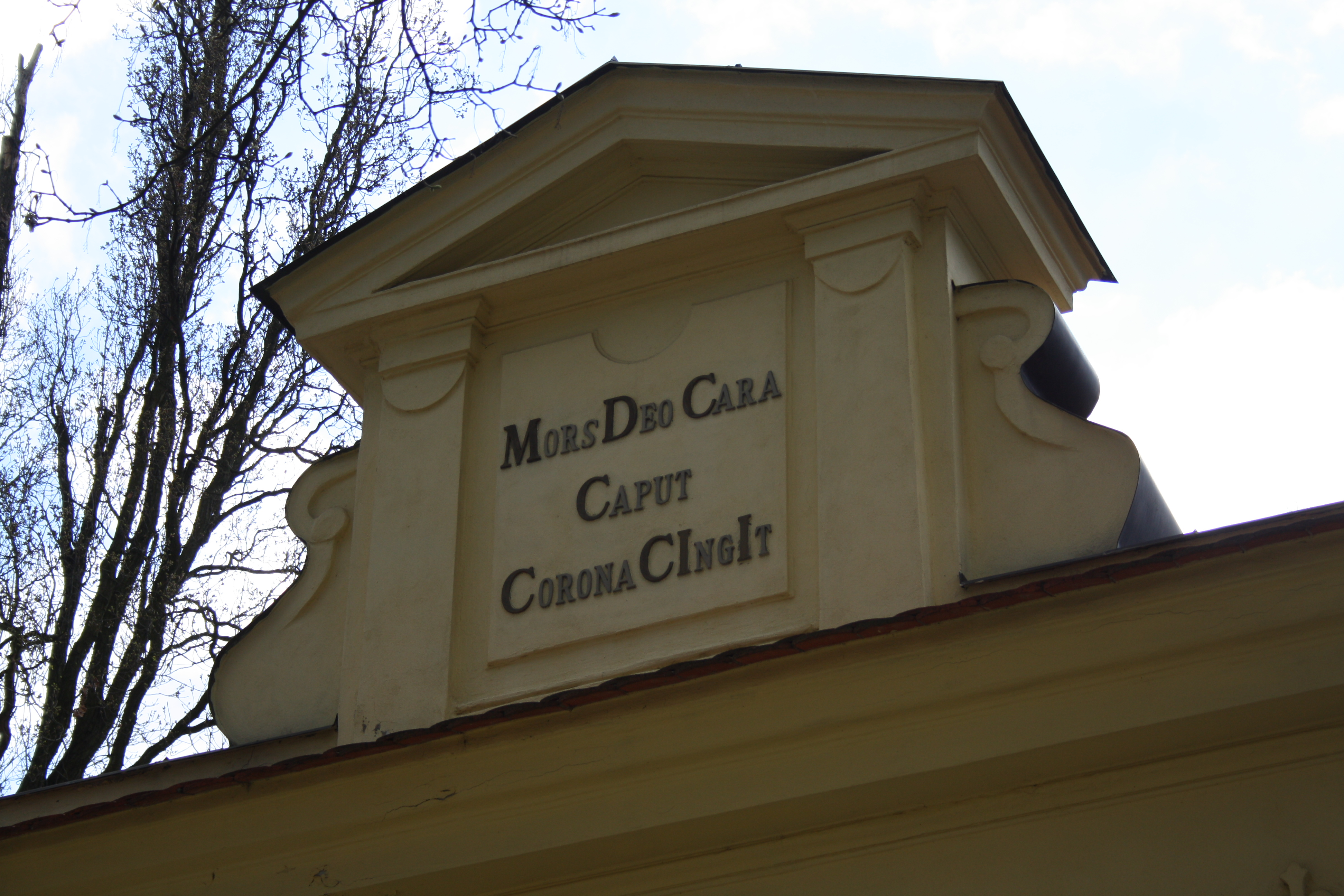
Chronogram nad bránou v Třebíči
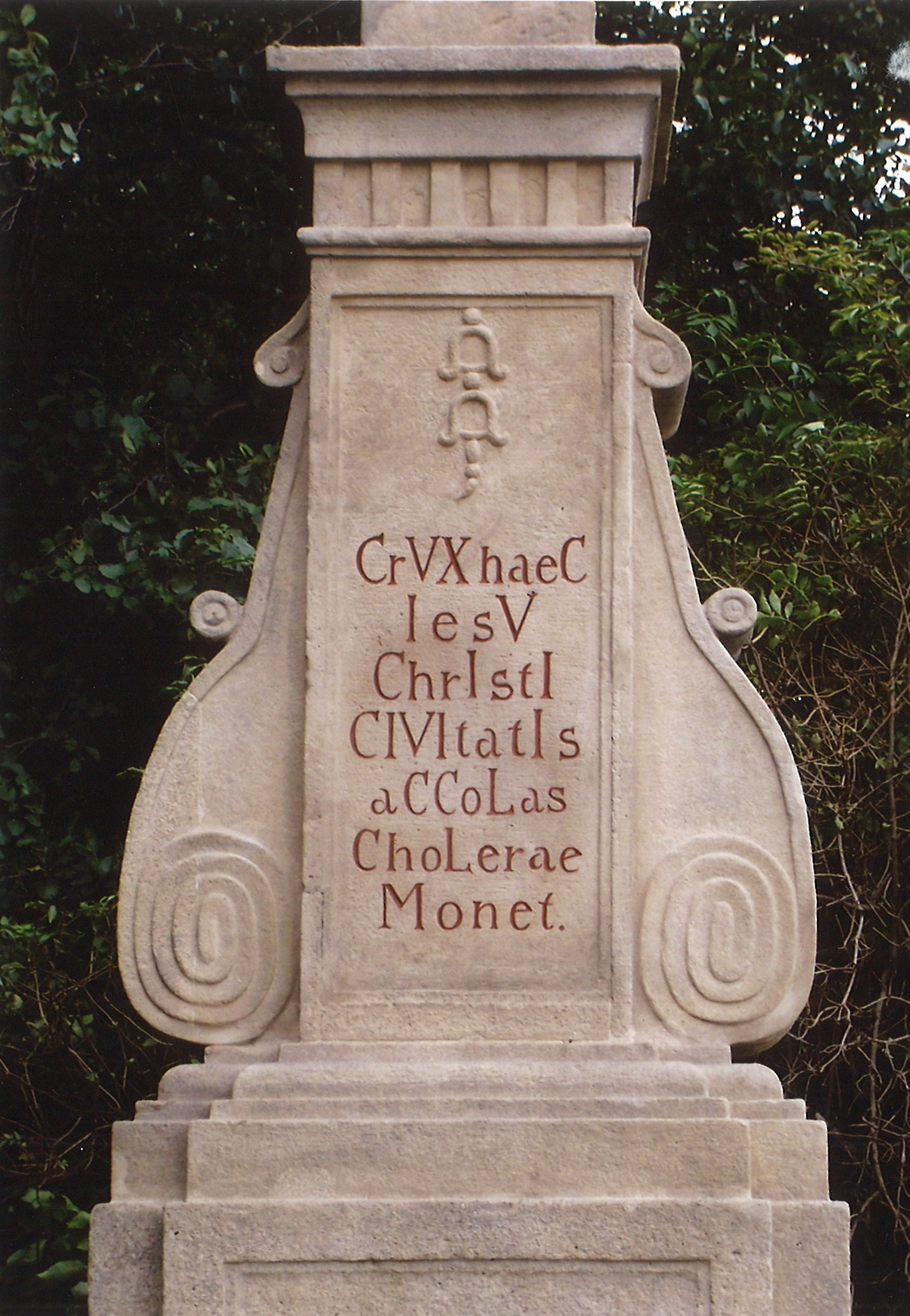
Chronogram na kříži v Bílanech u Kroměříže
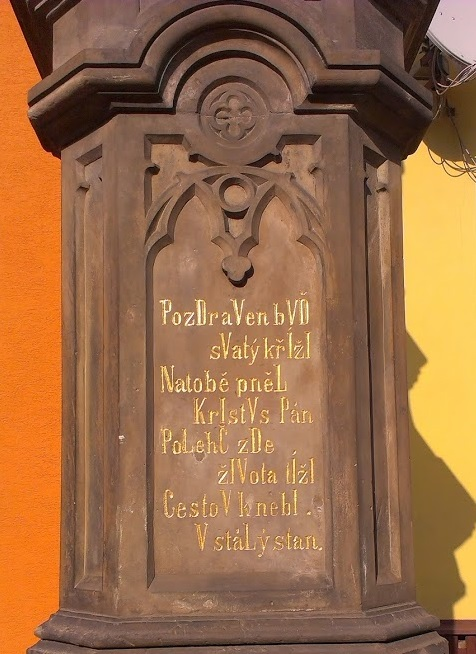
Chronogram v českém jazyce na kříži v Kroměříži na Skopalíkově ulici
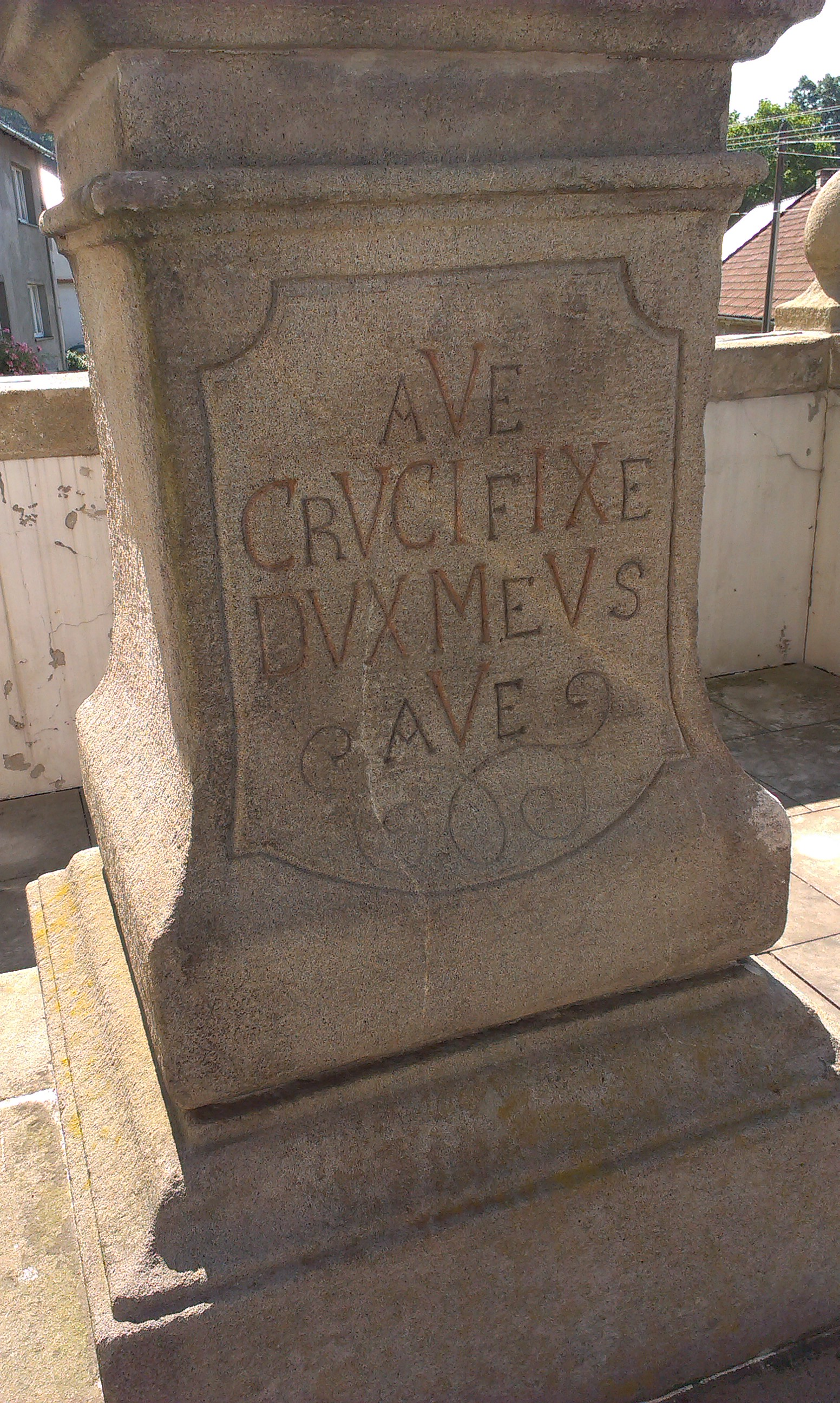
Chronogram na kříži u kostela v Rajnochovicích